# イタロ・ディスコ
イタロ・ディスコ（伊: Italo disco, Italo-disco）は、イタリアで生まれ、主に1980年代に制作された音楽ジャンル。当時のアンダーグラウンドなダンス・ミュージックやポップ・ミュージック、電子音楽、国内や海外の音楽（アメリカのHi-NRG、フランスのユーロ・ディスコ）から進化し、多様なジャンルへと発展した。主に電子ドラム、ドラムマシン、シンセサイザー、時にはヴォコーダーなどを使用する。通常英語で歌われ、イタリア語とスペイン語ではあまり歌われない。
このジャンルの名前の由来は、1982年にイタリア国外で音楽のライセンス供与とマーケティングを開始したレーベル「ZYX Music」のマーケティング活動と強く結びついている。1990年代初頭には衰退し、その後は多くのジャンルに分割された（ユーロビート、イタロ・ハウス、ユーロダンス）。

## サブジャンル・関連ジャンル

### スペース・ディスコ
スペース・ディスコ（Space disco）は1970年代半ばから後半にかけてヨーロッパに登場したディスコのジャンルの一つ。スペース・シンセと混同され、その同義語として使用されることもある。
これは当時のスター・ウォーズの絶大な人気（と程度は低いが未知との遭遇）や、フランスのバンド「スペース」の「マジック・フライ / Ballad for Space Lovers」、フランスのディスコミュージシャン「セローン」の「スーパーネイチャー / In the Smoke」などの先駆的なシングル曲による。
1977年から1980年にかけて、SFの影響を受けた「Space Invaders」「I Lost My Heart to a Starship Trooper」等のスペース・ディスコの曲がチャートに現れた。
イタロ・ディスコといくつかの類似点があるが、スペース・ディスコはメロディーに依存せずに、スペイシーな音の雰囲気に依存しているのに対し、イタロ・ディスコはよりクッキリとした音響で、残響のないドラムマシンのビートが特徴である。また宇宙を想起させるサウンドエフェクト（レーザー銃、宇宙船など）や、SF映画を思わせるオーケストラセクション、スペース・ロックから着想を得た音響なども特徴で、120~140BPMのミドルテンポである。
1980年代初頭の後には人気が衰退する。1990年代のフレンチ・ハウスに影響を与えた。

### スペース・シンセ
スペース・シンセ(Space Synth)は1980年代初頭にスペース・ディスコとシンセポップの影響を受け、イタロ・ディスコの系統の一つとして始まったジャンル
。
大きく渦巻く陶酔感のあるメロディー、変調されたシンセサイザー、オーケストラル・ヒット、シンセブラスの和音、LinnDrum、宇宙的な効果音、控えめなボーカル、ヴォコーダーなどが特徴である。